# Velké Němčice
Velké Němčice (en allemand : Groß Niemtschitz) est un bourg (městys) du district de Břeclav, dans la région de Moravie-du-Sud, en République tchèque. Sa population s'élevait à 1 772 habitants en 2020.

## Géographie
Velké Němčice est arrosée par la Svratka et se trouve à 8 km au nord-ouest de Hustopeče, à 24 km au sud-sud-est de Brno, à 31 km au nord-nord-est de Břeclav et à 202 km au sud-est de Prague.
La commune est limitée par Nosislav à l'ouest et au nord, par Nikolčice au nord-est, par Křepice et Hustopeče à l'est, par Starovice au sud, et par Uherčice au sud-ouest.

## Histoire
La première mention écrite de la localité date de 1228. La commune a le statut de městys depuis le 10 novembre 2006.

## Transports
Le territoire de la commune est traversé du nord au sud par l'autoroute D2, qui relie Brno à la frontière slovaque, et constitue une section de la route européenne 65.